# Servomekanisme
En servomekanisme, hyppigt forkortet servo, er et apparat og aktuator som yder fjernstyret mekanisk bevægelse. For eksempel kan en servo anvendt på en fjern lokalitet proportionalt følge en drejning på en styreknap eller joystick. Forbindelsen mellem de to er ikke mekanisk, men elektrisk eller f.eks. trådløs.
Den mest almindelige servo, er en som giverpositionel kontrol. Servomekanismer er almindeligvis elektriske eller delvis elektroniske og anvender en elektromotor som den primære måde til at skabe en mekanisk kraft, selvom andre opererer via hydraulik eller pneumatik. Normalt benytter servoer negativ feedback, hvor kontrolsignalets input sammenlignes med aktuatorarmens aktuelle position via en eller anden transducers output – f.eks. et potentiometer. Enhver forskel mellem den aktuelle og den ønskede værdi ("fejlsignalet") bliver forstærket og anvendt til at styre systemet i den ønskede retning til at minske eller eliminere forskellen (fejlsignalet). En hel videnskab er udviklet omkring disse systemer og den kaldes kontrolteori.
Servoer har mange anvendelser. De anvendes til at styre motorers hastighed. CNC maskiner anvender servoer til at få maskinværktøj til at følge bestemte kurver. Fly-by-wire systemet i luftfartøjer anvender servoer til at ændre vingernes styrefladeposition. Radiostyrede modeller anvender servoer så de kan styres.
Mange servoer giver som output en drejning, selvom lineare servotyper også er almindelige. Lineare servoer anvender et snegledrev eller en linear motor til at give en linear bevægelse. Disse anvendes i DVD-drev, diskdrev og harddiske til at positionere læse-/skrivehovedet.
Et andet apparat som også kaldes en servo anvendes i biler og lastbiler til at forstærke førerens styrings- eller bremse-kraft. Denne kraftforstærkning er ikke en ægte servo, men rettere en mekanisk forstærker.